# Сен-Пьер-дю-Френ
Сен-Пьер-дю-Френ (фр. Saint-Pierre-du-Fresne) — коммуна во Франции, находится в регионе Нижняя Нормандия. Департамент коммуны — Кальвадос. Входит в состав кантона Оне-сюр-Одон. Округ коммуны — Вир.
Код INSEE коммуны — 14650.

## Население
Население коммуны на 2010 год составляло 199 человек.
| 1962 | 1968 | 1975 | 1982 | 1990 | 1999 | 2010 |
| ---- | ---- | ---- | ---- | ---- | ---- | ---- |
| 115  | 138  | 144  | 127  | 127  | 198  | 199  |

## Экономика
В 2010 году среди 137 человек трудоспособного возраста (15—64 лет) 107 были экономически активными, 30 — неактивными (показатель активности — 78,1 %, в 1999 году было 66,4 %). Из 107 активных жителей работали 100 человек (54 мужчины и 46 женщин), безработных было 7 (1 мужчина и 6 женщин). Среди 30 неактивных 8 человек были учениками или студентами, 16 — пенсионерами, 6 были неактивными по другим причинам.